# ウェーク島
ウェーク島（ウェークとう、Wake Island）は、北太平洋、南鳥島（マーカス島）の東南東約1,400キロメートルに位置する、アメリカ合衆国の環礁。合衆国領有小離島の1つ。日本語では「ウェーキ島」「ウエーク島」とも表記される。例えば、日本郵便は「ウェーキ」と呼称している。
島名は1792年に来航したイギリス人船長ウィリアム・ウェーク (William Wake)と、1796年に来航したウィリアム・ウェークの親戚でもある船長サミュエル・ウェーク (Samuel Wake) の2人の名に由来する。第二次世界大戦下で1941年から1944年にかけて日本軍が占領統治し、名前も「大鳥島」（おおとりしま）に変わった。

## 概要

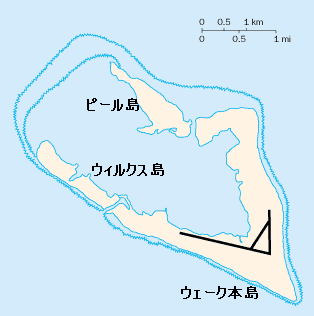

発達したサンゴ礁によって構成される環礁で、3つの島（ウェーク本島 Wake Islet 5.8平方キロメートル、ウィリクス島 Wilkes Islet 1.0平方キロメートル、ピール島 Peale Islet 0.8平方キロメートル）から成り、3.7平方キロメートルほどの砂州がある。これらに囲まれた6.0平方キロメートルほどの礁湖がある。島の標高は6メートルほど。日付変更線に東で接するタイムゾーン（UTC+12）を取る。
19世紀中盤以降のほとんどをアメリカが統治しているが、第二次世界大戦中は日本軍が占領し、名前も大日本帝国によってウェーク本島は大鳥島（おおとりしま）・ピール島は羽島・ウィリクス島は足島に変わった。
戦後はアメリカ軍が接収して軍事的戦略上の重要な拠点地となっていたが、1975年のベトナム戦争の終結と1989年の冷戦の終結以来、戦略上の重要性は薄れている。現在は軍事施設はほぼ撤収されており、住人は空港および港湾などの施設のメンテナンス用の軍人と民間人の約200人となっている。

### データ
- 統治：アメリカ合衆国
- 位置：北太平洋
- 経緯度：北緯19度18分0秒 東経166度38分0秒 / 北緯19.30000度 東経166.63333度
- 面積：7.6km2
- 礁湖：6.0km2
- 気候：熱帯
- 人口：約200人

## 歴史

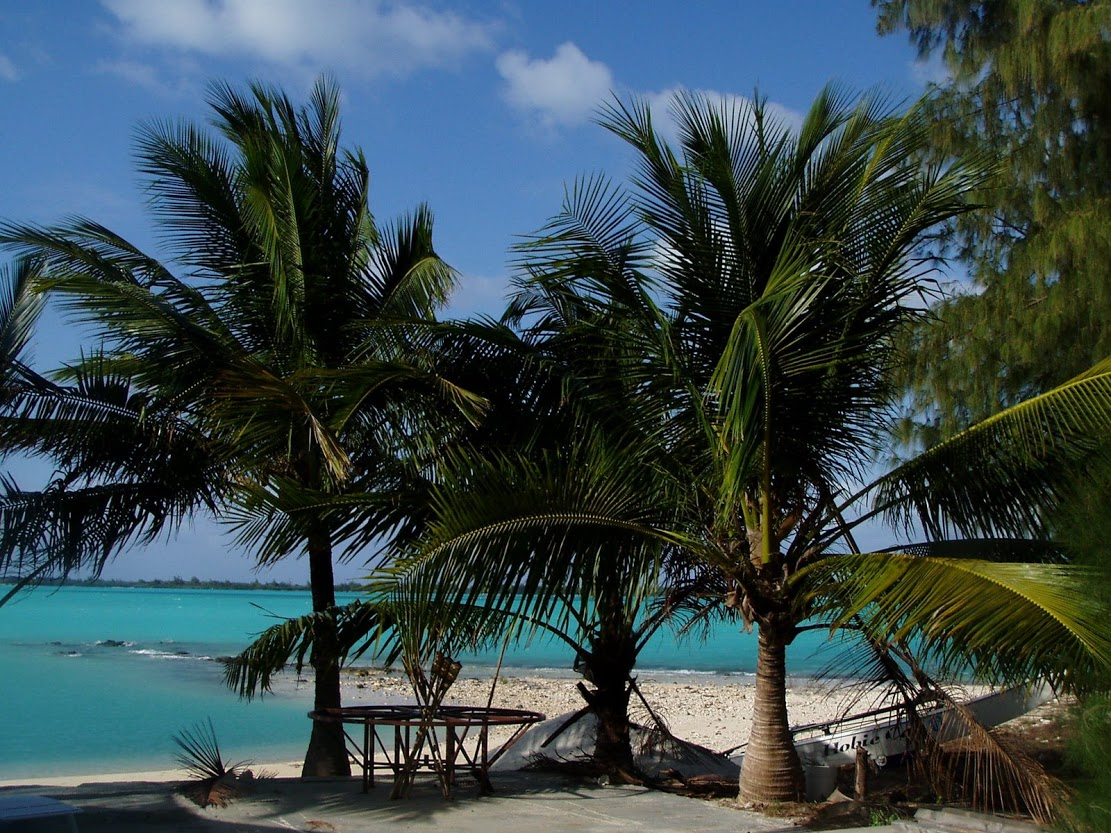
ウェーク島の海岸

ヨーロッパ人が島を初めて訪れた時、無人島だがポリネシアラット（ナンヨウネズミ）が島にいた事から、かつてポリネシアラットを持ち込んだ島周辺のポリネシア人かミクロネシア人の航海中の船か難破船が島に来ていた可能性が指摘されており、またマーシャル諸島の古代ミクロネシア人航海者が島を訪れていた可能性も指摘されている。
- 1568年：スペイン人探検家・航海士アルバロ・デ・メンダーニャ・デ・ネイラにより発見。島が発見されたのがアッシジの聖フランシスコの祝日の前夜祭だった為、それに因んで島を「サンフランシスコ」と命名。
- 1792年：イギリスの商船プリンス・ウィリアム・ヘンリー号のウィリアム・ウェーク船長が島を訪れる。
- 1796年：1792年に島を訪れたウィリアム・ウェーク船長の親戚で商船プリンス・ウィリアム・ヘンリー号に乗船したサミュエル・ウェーク船長が島を訪れ、自身の名前を島に命名。その後も毛皮貿易商船ハルシオン号のチャールズ・ウィリアム・バークレー船長も島にやって来て、ハルシオン島と命名しているが、先にサミュエル・ウェーク船長が命名した「ウェーク島」の名がすでに海図に示されていた為ハルシオン島の名は殆ど使われず。
- 1823年：イギリス海軍の捕鯨船HMSベローナ号のエドワード・ガードナー船長が島を訪れる。
- 1841年：アメリカ合衆国海軍のチャールズ・ウィルクス中尉率いる探検隊がウェーク島に到着。ウィルクスらアメリカ海軍の探検隊は島の調査を行い、島の探検に参加した博物学者ティティアン・ピールが島のコビトアホウドリの卵の採集し、ポリネシアラットなどの標本を探検隊の博物学コレクションに加えた。そして探検隊のウィルクスとピールの名前を2つの小島に命名。
- 1899年1月17日：ケーブル敷設基地のためにアメリカ合衆国が領有宣言。
- 1940年：アメリカ合衆国陸軍と海軍の拠点が設置される。
- 1941年：太平洋戦争中の日本軍によって占領される。
- 1945年：日本の降伏。

### 太平洋戦争
ウェーク島は中部太平洋における重要な拠点のひとつであったため、日本軍は1941年（昭和16年）12月8日の開戦と同時に攻撃を開始した。その後、日本はこの島を占領し、直轄地として「大鳥島」と命名したうえで統治を行った。
その後も日本による占領・統治が続いたものの、1945年9月4日に、2日前の日本の連合国への降伏文書への調印を受けてウェーク島の日本軍も連合国軍に降伏。
島内の戦没者1631人のうち栄養失調による戦病死者は1340人に上った。陸軍1093人、海軍897人は同年11月17日までに浦賀港に復員。
連合国の1国であるアメリカによる統治に戻った。

### 戦後

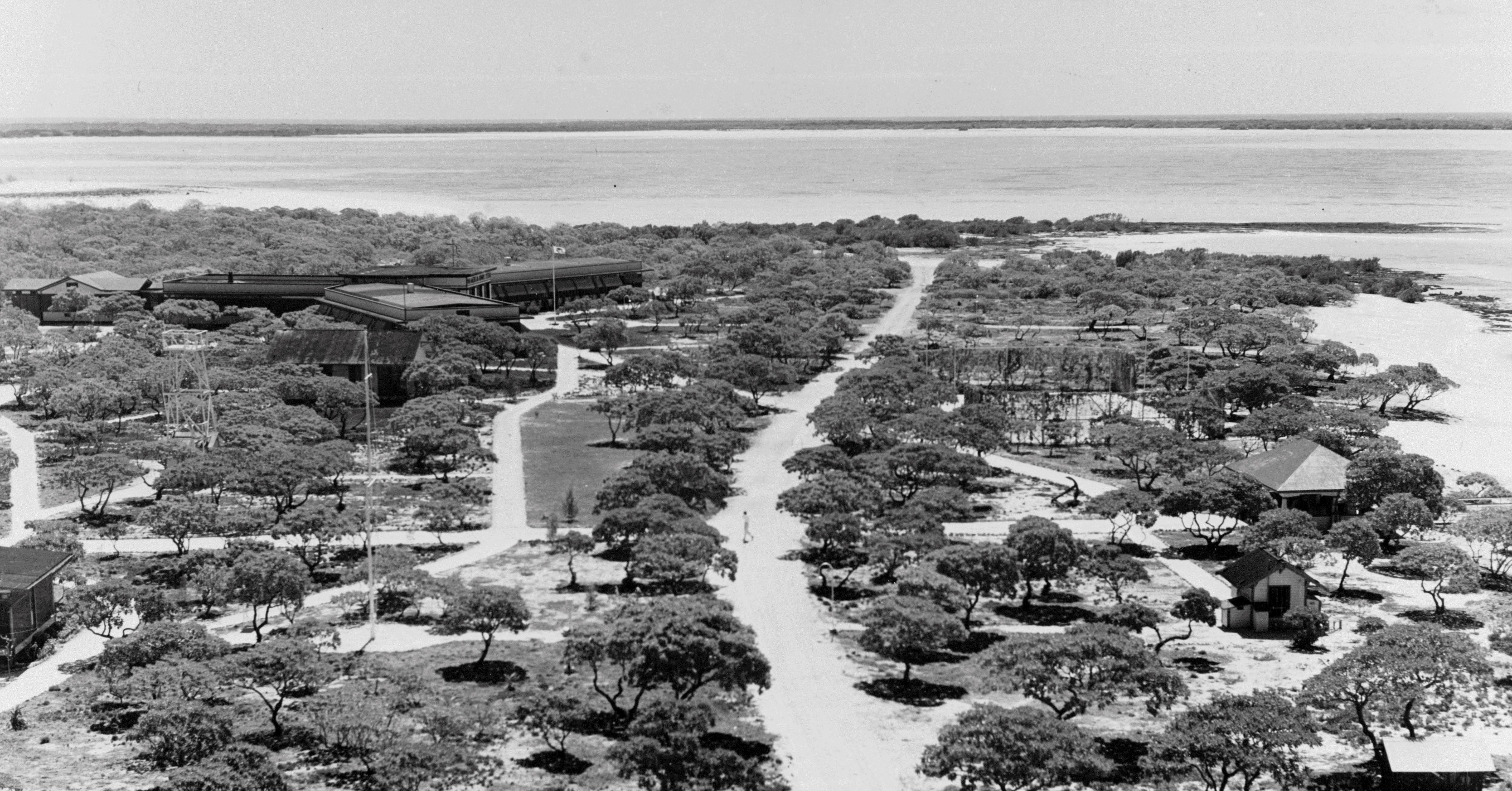
パンアメリカン航空のゲストハウス

1945年の日本の敗戦によってアメリカへ返還された後、ウェーク島飛行場は1960年代中頃にかけて太平洋横断定期路線の民間航空機の燃料補給のための空港として日本航空やパンアメリカン航空、ノースウェスト航空などが使用し、日本航空では数時間滞在する乗客のために観光案内も配布された。しかし、それから航空機の航続性能が上がったため、定期便の燃料補給地として使用されることはなくなった。
その後もしばらくの間、アメリカ空軍とアメリカ海軍航空基地として使用されていたが、1990年代初頭の冷戦終結を受けて現在は撤退している。なお、1975年には同年4月30日のサイゴン陥落により、ベトナム戦争の終了に伴って発生したベトナム難民の収容施設も設けられていた。

### 現在

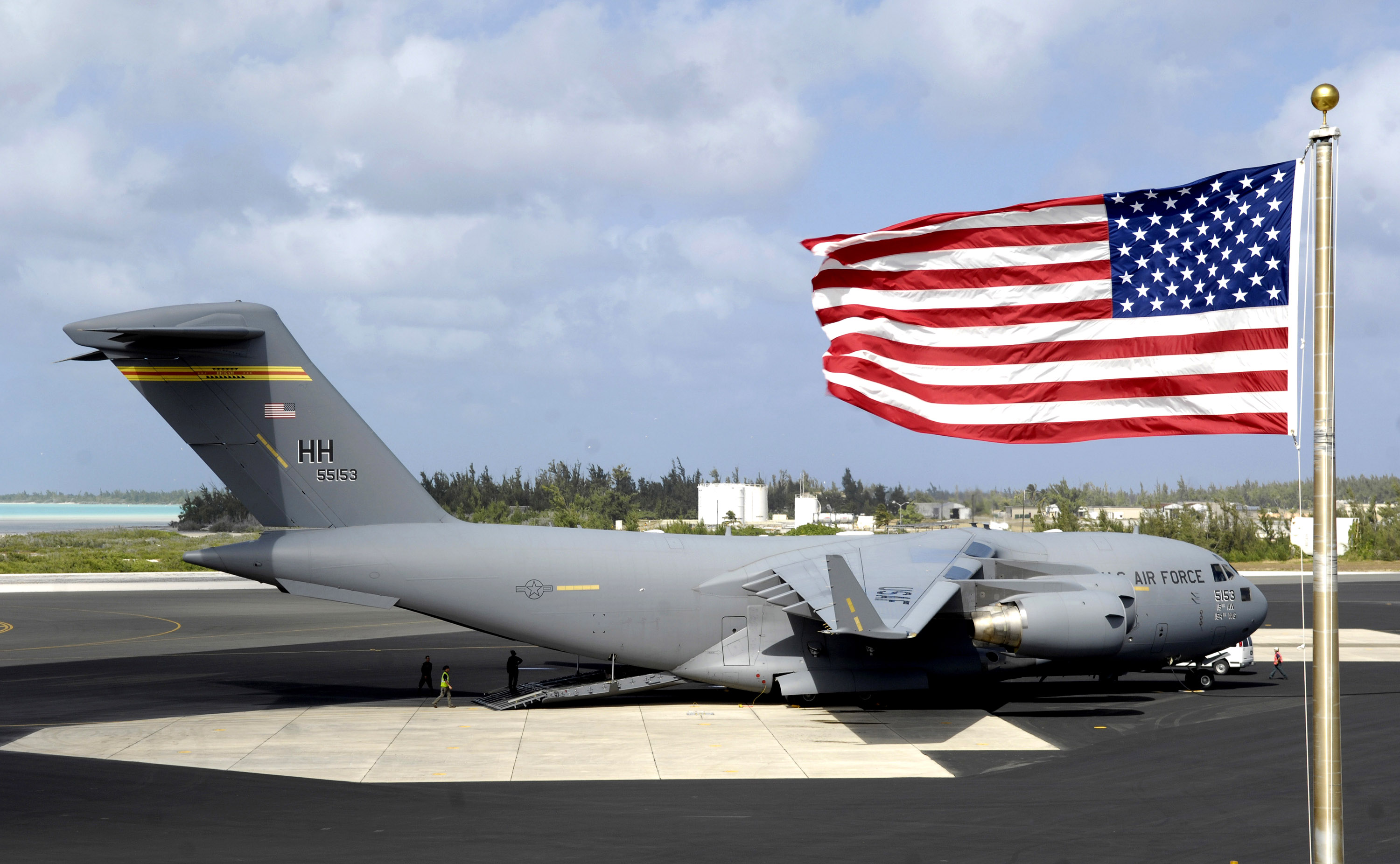
ウェーク島飛行場に駐機するアメリカ空軍のC-17

グアムや日本とハワイを結ぶ航空路上にあるため、飛行場は民間の貨物機や太平洋を横断して引き渡される小型機などの中継地（テクニカルランディング）、軍用機・旅客機の緊急着陸飛行場として使われている。長さ2,438メートルと3,047メートルの2本の滑走路があったが、その後に施設の建設が行われ、現在は1本のみとなっている。
定期旅客便の就航もなく、港湾施設もないが、避難のための大型船の泊地が設定されている。基本的には空港施設だけの島であり、戦争時の遺構は存在するものの観光施設の類はまったくない。
1999年、日本国内のアメリカ軍施設である相模総合補給廠に、アメリカ軍が使用したポリ塩化ビフェニル（PCB）が保管されていたことが発覚して問題化した。横浜ノース・ドックから日本国外に運び出されたが、アメリカ本土の港湾で次々と受け入れを拒否されたことから再び日本へ戻され、結局はウェーク島に一時保管されることになった。

## 領有権についての対立
隣国であるマーシャル諸島共和国が領有を主張している。しかし、あまり積極的に国際社会に訴えていないうえ、すでにアメリカが100年以上も実効支配し続けていることから、この主張に賛同する国は少ない。なお、ウェーク島はロンゲラップ環礁から真北に890キロメートルも離れている。
また、「エネンキオ王国」なる団体が独立国として領有権を主張しているが、ミクロネーションの一種にすぎず、承認する国はまったくない。なお、エネンキオ王国の「国旗」はマーシャル諸島のそれに類似している。

## 通信
日本からの国際電話はダイヤル通話はできず、KDDIのオペレータ通話（0051）しかない。

## 自然・環境
- ウェーク環礁国立野生生物保護区が設置されている。
- ウェーククイナ - ウェーク島に生息していた唯一の鳥類であった。太平洋戦争の戦禍で絶滅した。

## ウェーク島が登場する創作物
- ウェーク島攻防戦（英語版）（原題 Wake Island） - ジョオン・ファロウ監督、クラアク・ゲエブル主演。太平洋戦争中に製作され、米国視点でウェーク島の戦いを描いた映画作品[3]。
- ウルトラマンメビウス - 第41話で同島の北方15キロメートルにある無人島でウルトラマン80、ウルトラマンメビウスと円盤生物ロベルガー二世が交戦。
- 終戦のローレライ - 終戦工作の最重要拠点として登場。
- バトルフィールドシリーズ - ゲーム中のマルチプレイ（オンライン対戦）の戦場。このマップのみ、シリーズを通じてほとんどの作品に登場。
- スーパーロボット大戦OG ORIGINAL GENERATIONS - 『OG1』のリュウセイ編に登場。連邦軍の基地があり、DC戦争時にDCに占拠される。多数の移動砲台が配置されていたが、サイバスターにより一掃される。
- Europa Universalis IV - 植民可能なプロビンスとして登場。